# Tremellina
Tremellina is een monotypisch geslacht van schimmels uit de orde Tremellales. Het bevat alleen Tremellina pyrenophila. 